# Andrzej Sitkowski
Andrzej Sitkowski ps. Sowa (ur. 9 listopada 1928, zm. 14 lutego 2025 w Durach) – polski brukarz, murarz, ekonomista i pisarz, żołnierz Armii Krajowej, powstaniec warszawski. Sprawiedliwy wśród Narodów Świata. 

## Życiorys

### Dzieciństwo i młodość
Andrzej Sitkowski urodził się 9 września 1928 r. jako syn Antoniego Sitkowskiego i Heleny z domu Domańskiej. Jego zmarły przed wybuchem II wojny światowej ojciec był wyższym oficerem policji, matka zaś z wykształcenia nauczycielką, jednak w czasie okupacji zajmowała się wychowaniem dzieci i prowadzeniem gospodarstwa domowego. Sitkowski ma młodszą siostrę Magdę. Rodzina początkowo mieszkała w Warszawie przy ul. Ciepłej, później w Boernerowie i na warszawskich Bielanach przy ul. Babickiej 5 (Obecnie ul. Cegłowska 15). Podczas okupacji jego matka przyjęła pod opiekę, na prośbę pianistki Cecylii Kozak, zagrożone prześladowaniem ze względu na korzenie żydowskie siostry Hadassę i Marion Kozak, znane też jako Jadwiga i Maria, a także ich matkę Bronisławę Kozak z domu Landau. Sitkowski pomagał w utrzymaniu ukrywanej trójki i swojej rodziny poprzez handlowanie octem, papierosami oraz rozpalanie ognia w piecach kaflowych. Równocześnie uczęszczał na tajne komplety oraz do obowiązkowej szkoły zawodowej ojców marianów na Bielanach, gdzie kształcił się w zawodzie brukarza i murarza. Na prośbę Bronisławy Kozak uczył jej córkę Hadassę czytać i pisać.

### Udział w powstaniu warszawskim
Sitkowski wstąpił do Szarych Szeregów w 1943 r. i brał udział w powstaniu warszawskim, walcząc na Żoliborzu. Dostał stopień strzelca w II Obwodzie „Żywiciel” Warszawskiego Okręgu Armii Krajowej. Działał w zgrupowaniu „Żyrafa II” w plutonie osłony sztabu 227. Był wystawiony przez „Bojowe Szkoły” Szarych Szeregów („Szczury Kanałowe”). Po upadku powstania trafił do niewoli i został przetransportowany do Niemiec. Początkowo znalazł się w sowieckim obozie jenieckim, jednak później trafił do obozu alianckiego. Był jeńcem Stalagu XI A Altengrabow Kommando 274/1 Gatersleben. Następnie trafił do pracy w niemieckiej cukrowni w Gatersleben w Saksonii-Anhalt. Wówczas nawiązał kontakt z rodziną w Łodzi. Po wyzwoleniu przez amerykańskie wojsko udał się do Łodzi, gdzie spotkał się z matką i siostrą.

### Losy powojenne
Po zakończeniu działań wojennych zamieszkał z rodziną w Łodzi. Został absolwentem studiów ekonomicznych, które rozpoczął w łódzkim oddziale Szkoły Głównej Handlowej, a zakończył na Uniwersytecie Łódzkim. W 1982 r. owdowiał, po czym w 1994 r. ponownie zawarł związek małżeński. 
Po wojnie rodzina Kozaków, której udzielał pomocy podczas okupacji, udała się na emigrację. Hadassa Kozak została historyczką w Nowym Jorku, natomiast Marion Kozak ukończyła studia historyczne na London School of Economics i jest aktywistką polityczną w Wielkiej Brytanii.

## Publikacje
- „UN Peacekeeping. Myth and Reality" 2006 Westport, Conn., Praeger Security International ISBN 978-0-275-99214-9

## Odznaczenia
1 stycznia 1995 r. Andrzej Sitkowski został uhonorowany przez Jad Waszem medalem Sprawiedliwy wśród Narodów Świata. Razem z nim tytuł ten otrzymała jego matka, Helena Sitkowska. 11 września 2000 r. został odznaczony Medalem za Ofiarność i Odwagę. 28 września 2015 r. został odznaczony Krzyżem Orderu Krzyża Niepodległości za wybitne zasługi w obronie niepodległości i suwerenności Państwa Polskiego. 30 lipca 2024 z okazji 80. rocznicy wybuchu powstania warszawskiego za wybitne zasługi dla niepodległości Rzeczypospolitej Polskiej został odznaczony Krzyżem Oficerskim Orderu Odrodzenia Polski. 